# Galleria Rinaldo Carnielo
La Galleria Rinaldo Carnielo est un musée englobant le petit palais et l'atelier de l'artiste Rinaldo Carnielo (1853-1910), situé sur la Piazza Savonarola à Florence. La galerie, à l'intérieur du bâtiment qui est un exemple important du style Liberty à Florence, est ouverte gratuitement tous les samedis matin.

## Histoire et description
Rinaldo Carnielo était un sculpteur académique actif surtout dans la seconde moitié du XIXe siècle, dont les descendants en 1958 ont donné sa collection personnelle, notamment des moulages mais aussi des œuvres finies ou des modèles préparatoires, à la municipalité de Florence.
La collection éclectique se compose de près de 300 œuvres ou modèles, principalement des sculptures de Carnielo, ainsi que quelques peintures de Carniello, et de certains de ses collègues Silvestro Lega, Michele Gordigiani et Arturo Calosci. Parmi les œuvres de Carnielo figurent des sculptures macabres telles que Tenax Vitae, Mozart mourant et Ange de la Mort.
Le palais est construit dans le pendant italien de l'Art nouveau, connu sous le nom de Stile Liberty, et a été offert à la commune en 1957 par le fils du sculpteur. En octobre 2015, le musée a été temporairement fermé .
La conception et la construction du palais datent des années 1880 et semblent avoir impliqué Rinaldo Carnielo et Enrico Lusini. La façade porte diverses inscriptions dont un buste de l'artiste avec l'inscription Non ominis moriar. Un rouleau sur la façade centrale indique Onorate l'arte che è vita della vita  (Honneur à l'art qui est la vie de la vie) .

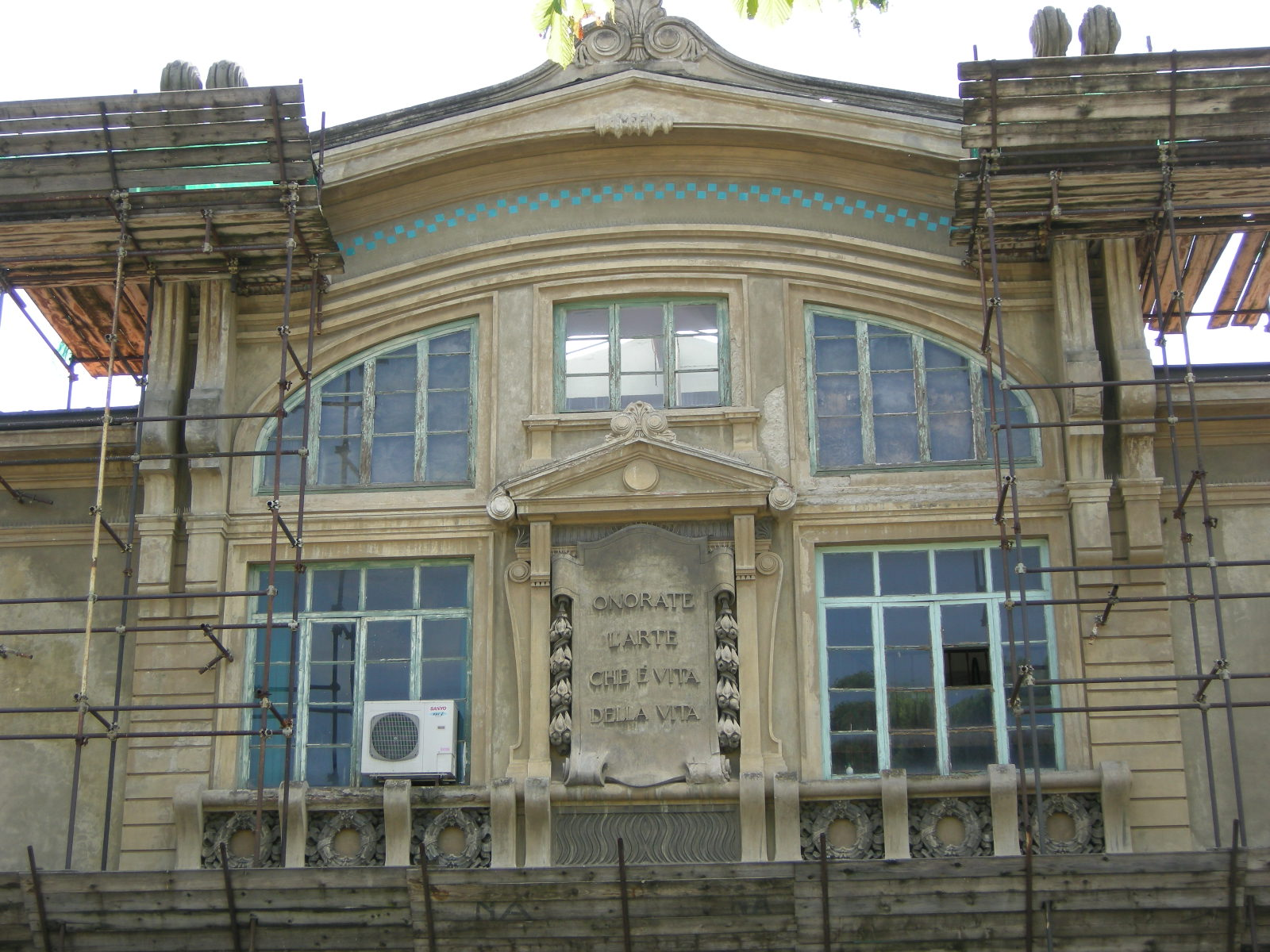
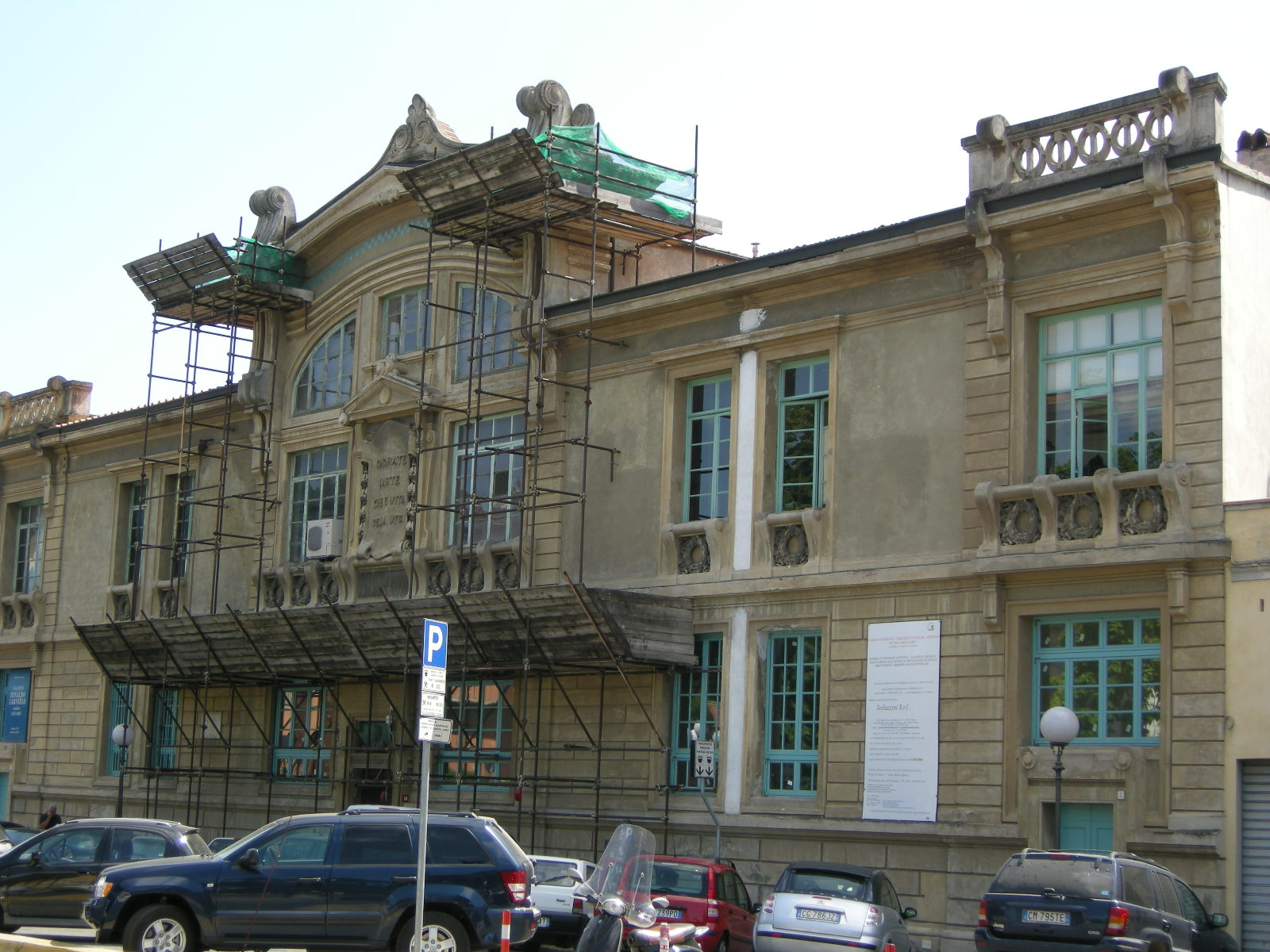
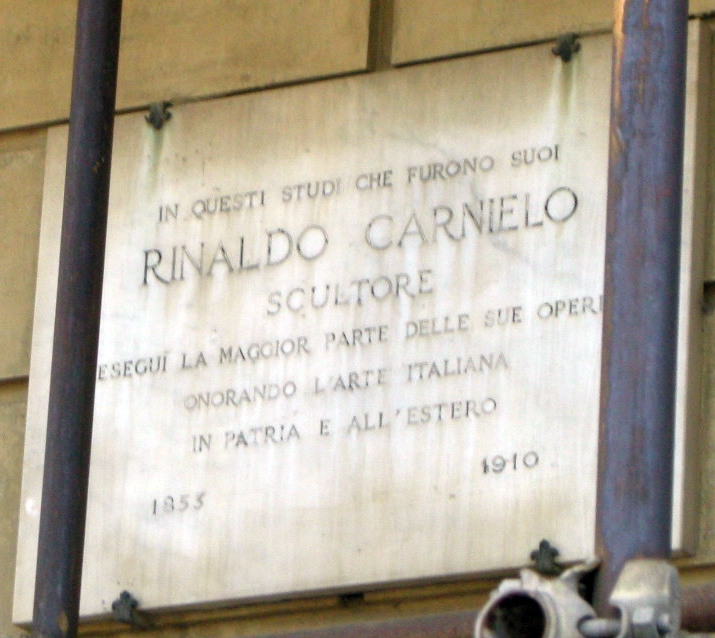
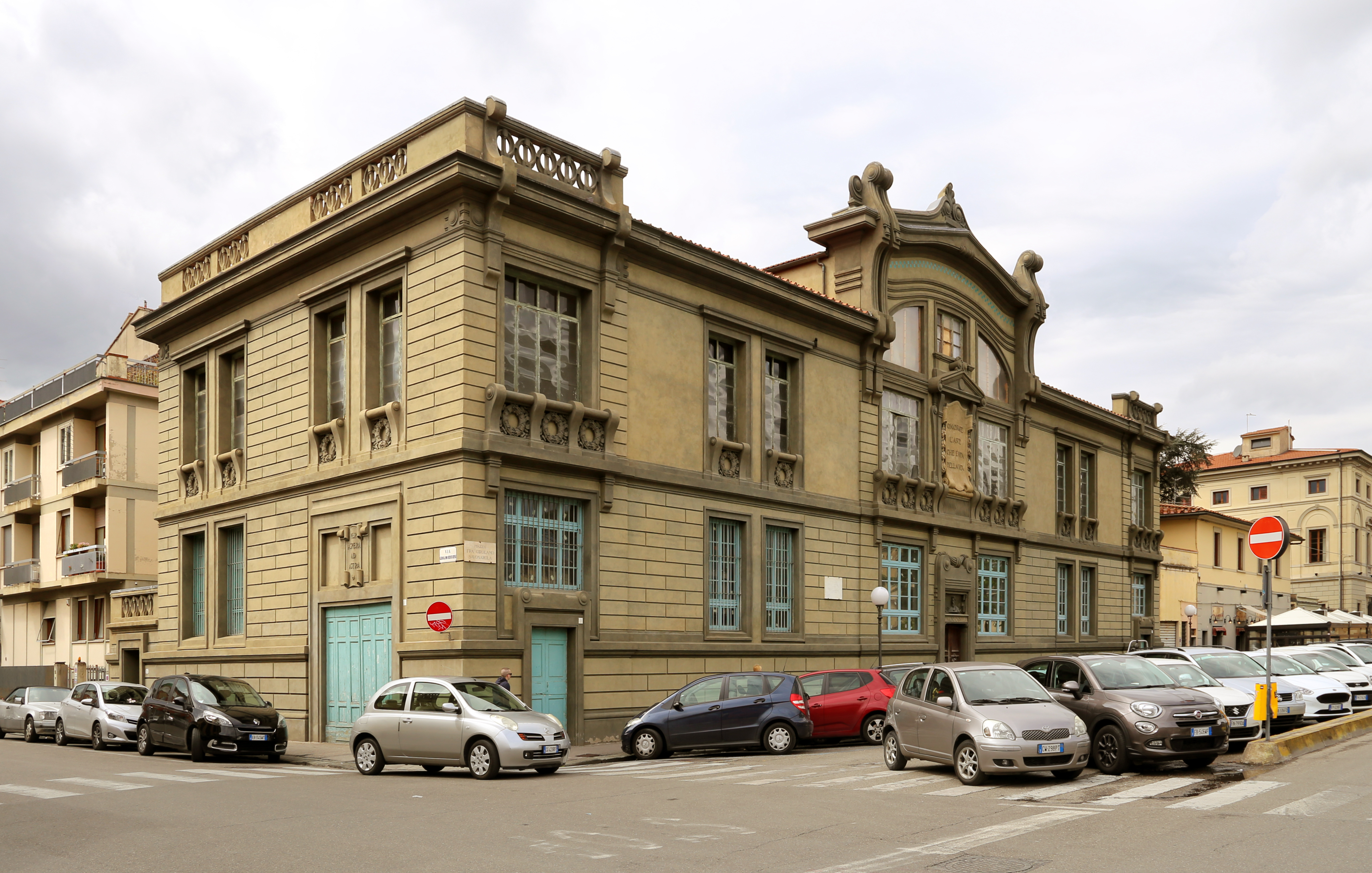